# أقدم أشكال الحياة المعروفة

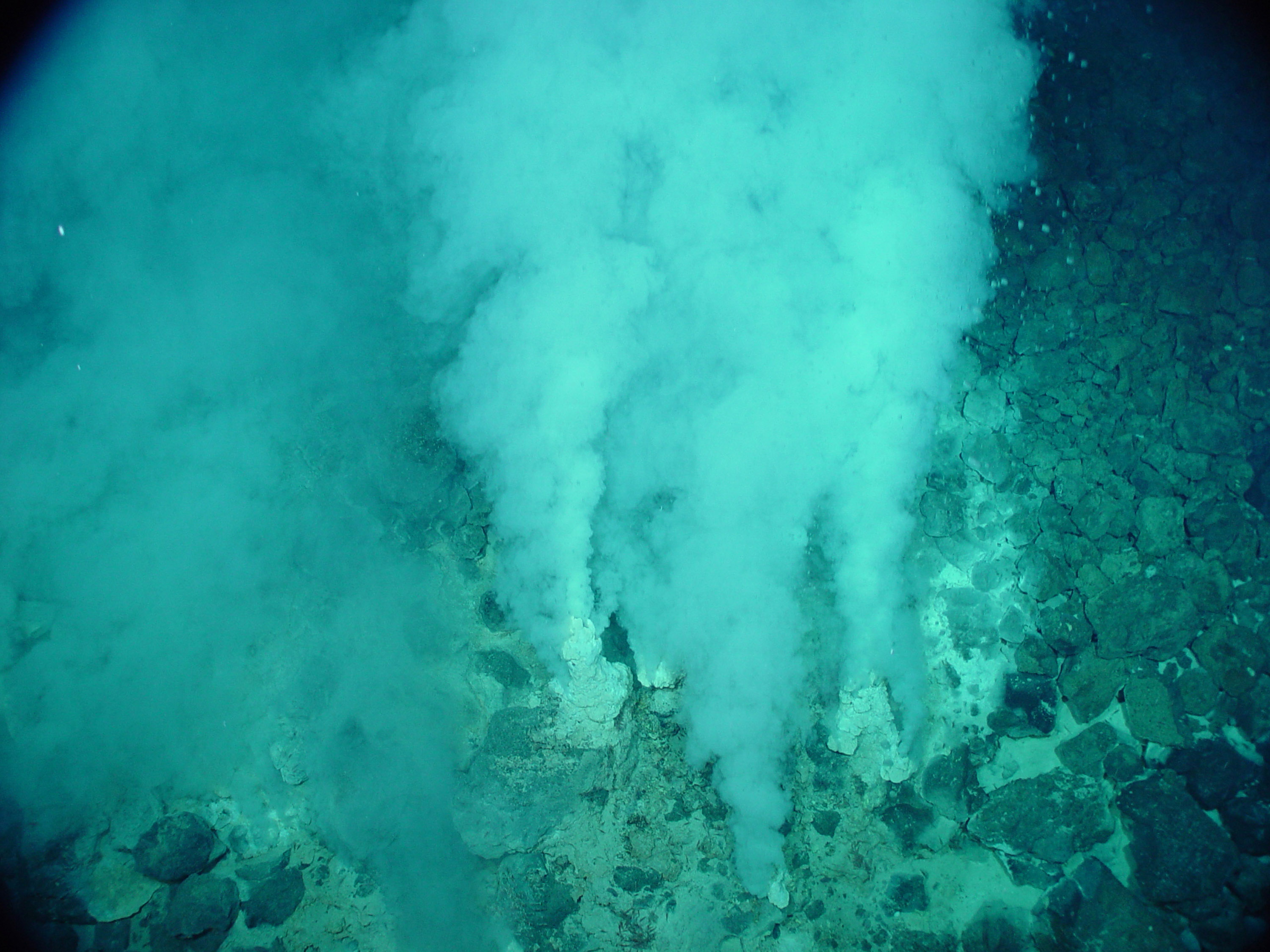
تم العثور على أدلة على احتمال وجود أقدم أشكال الحياة على الأرض في رواسب الفتحات الحرارية المائية.

كانت أقدم أشكال الحياة المعروفة على وجه الأرض عبارة عن كائنات دقيقة متحجرة مفترضة موجودة في رواسب الفتحات الحرارية المائية. أقرب وقت ظهرت فيه أشكال الحياة لأول مرة على الأرض كان قبل 3.77 مليار سنة على الأقل ، وربما كان ذلك قبل 4.28 مليار سنة، أو حتى 4.5 مليار سنة - بعد فترة ليست طويلة من تشكل المحيطات 4.41 مليار سنة قبل ذلك، وبعد تشكل الأرض قبل 4.54 مليار سنة. أقدم دليل مباشر على وجود الحياة على الأرض هو الأحافير الدقيقة للكائنات الدقيقة التي تم تمعدنها في صخور شرت الأسترالية التي يبلغ عمرها 3.465 مليار سنة.

## المحيط الحيوي
تعتبر الأرض حتى الآن المكان الوحيد في الكون الذي يحتضن الحياة. يمتد المحيط الحيوي للأرض إلى أكثر من 19 كم (12 ميل) تحت سطح الأرض وإلى أكثر من 76 كم (47 ميل) في الغلاف الجوي، ويشمل هذا المحيط الحيوي التربة والمياه والصخور، وقد وجد أن المحيط الحيوي يمتد لنحو 800 متر تحت جليد القارة القطبية الجنوبية، ويشمل أيضًا أعمق أجزاء المحيطات. أكد علماء الأحياء البحرية في يوليو 2020 أن الكائنات الحية الدقيقة الهوائية قد عثر عليها في رواسب فقيرة عضويًا يصل عمرها إلى 101.5 مليون سنة على عمق 250 قدمًا (76.2 مترًا) تحت قاع البحر جنوب المحيط الهادئ، ويمكن أن تكون هذه أطول أشكال الحياة عمرًا على الإطلاق. لاحظ العلماء أيضًا أن بعض أشكال الحياة قد تعيش في فراغ الفضاء الخارجي ضمن ظروف معينة، وفي أغسطس 2020 عثر على بكتيريا على قيد الحياة لمدة ثلاث سنوات في الفضاء الخارجي وفقًا لدراسات أجريت في محطة الفضاء الدولية. تقدر الكتلة الإجمالية للغلاف الحيوي بأكثر من 4 تريليون طن من الكربون. يمكن العثور على الأحياء الدقيقة في كل مكان لأنها قابلة للتكيف مع مختلف الظروف وتعيش في أي بيئة.
يقدر أن خمسة مليارات نوع من أشكال الحياة التي عاشت على الأرض قد انقرضت (99% من أشكال الحياة)، وتقدر بعض الأبحاث عدد الأنواع الحالية على الأرض من 10 ملايين إلى 14 مليون نوع، منها حوالي 1.2 مليون نوع مسجل وما يزيد عن 86% من الأنواع غير المصنفة. لكن تقريرًا علميًا صدر في مايو 2016 أكد وجود تريليون نوع من الأحياء حاليًا على الأرض من بينها 1 بالألف فقط مصنفة، بالإضافة إلى ذلك هناك ما يقدر بـ 10 نونليون (1 وقبله 31 صفر) من الفيروسات على الأرض لتكون الفيروسات بذلك أكثر أنواع الكائنات الحية عددًا، ما يعني أن عدد الفيروسات على الأرض أكبر من عدد النجوم في الكون المنظور (علمًا أن عدد النجوم في الكون المنظور أكبر من عدد حبات الرمل على كوكب الأرض).
من بين هذه الفيروسات هناك 200 نوع فقط تسبب الأمراض للإنسان. هناك أشكال بيولوجية أخرى شبيهة بالفيروسات بعضها مُمْرِض وأقل احتمالية للتصنيف ككائنات حية، وهي أصغر بكثير من الفيروسات وأكثر بدائية، وتشمل أشباه الفيروسات والبريونات.

## أقدم أشكال الحياة
يبلغ عمر الأرض حوالي 4.54 مليار سنة، ويرجع أقدم دليل متفق عليه للحياة على الأرض إلى 3.5 مليار سنة، وهناك أدلة أخرى تشير إلى أن الحياة بدأت منذ 4.5 مليار سنة.
ذكر تقرير صدر في ديسمبر 2017 أن بعض أنواع الصخور الأسترالية التي يبلغ عمرها 3.465 مليار عام كانت تحتوي على كائنات حية دقيقة وهو أول دليل مباشر على الحياة على الأرض. أعلن بحث نشر عام 2013 عن اكتشاف أحافير لميكروبات في حجر رملي يبلغ عمره 3.48 مليار سنة غرب أستراليا. واكتشفت أدلة على الغرافيت الحيوي في صخور يبلغ عمرها 3.7 مليار عام في جنوب غرب غرينلاند، ووصف هذا الاكتشاف بالتفصيل في بحث نشرعام 2014 في مجلة ناتشر، وعثر على بقايا حياة محتملة في صخور عمرها 4.1 مليار سنة غرب أستراليا ووصفت في دراسة نشرت عام 2015.
تقترح إحدى النظريات أن الحياة على الأرض قد تكون ناتجة عن مادة بيولوجية حملها الغبار الفضائي أو النيازك.
تفترض بعض الأبحاث من خلال مقارنة جينومات الكائنات الحية الحديثة وجود سلف مشترك لجميع الكائنات الحية على الأرض، وخلصت دراسة أجريت عام 2018 في جامعة بريستول إلى أن هذا السلف ربما ظهر في الفترة بين 4.477 إلى 4.519 مليار سنة، وتقترح دراسات أخرى ظهورًا فوريًا للحياة بعد تشكل المحيطات قبل 4.41 مليار سنة، ويقول عالم الأحياء ستيفن بلير هيدغز: إذا نشأت الحياة بسرعة على الأرض، فقد تكون شائعة في الكون.